# Дом Гладкова
Дом Гладкова — двухэтажное здание в городе Таганроге. Внесено в реестр памятников истории и архитектуры Таганрога.

## История
На месте, где расположен дом купца Гладкова (пересечение улиц ул. Петровская д. 76 и Лермонтовский переулок), ранее находилось одноэтажное здание, в котором находилась мастерская сапожника Ниотаки. Дом принадлежал коммерсанту по перепродаже пшеницы Ивану Скараманге, за зданием до улицы Греческой был пустырь.
Дом, после смерти коммерсанта, перешёл его жене Аргирии Егоровне, затем — Леониду Магуле, тот продал уже обветшавший дом с участком купцу 2-й гильдии Ивану Гладкову. Купец Иван Гладков приехал в Таганрог в 1888 году, в 1889 года купец в возрасте 45 лет женился на 27-летнней вдове Марии Алафузовой. В семье у них было шестеро детей. Умер Иван Иванович Гладков от астмы и болезни сердца 10 мая 1909 года, был похоронен на Христианском кладбище рядом с дочерью Марией. На его могиле был установлен в виде ствола дерева памятник из гранита, увенчанный крестом и с текстом: «Иван Иванович Гладков умер на 65 году жизни. Маруся Гладкова умерла 6 лет».
По инициативе Ивана Гладкова старый дом разрушили, и в 1895 году на его места построили двухэтажное здание. Позднее дом переделали, увеличив размеры его окон. Во дворе дома был флигель и амбары. В конце XIX века дом Гладкова считался седьмым по красоте в Таганроге. Дом был построен в стиле модерн с большими окнами, фасад был окрашен в лимонный цвет, между оконных проемов стояли статуи Аполлона. Фасад здания с куполом отличался богатством декора, включающего в себя шесть коринфских колонн (по две на крыльцо) и пилястры, скульптурные бюсты в нишах второго этажа, растительный орнамент над арочными окнами первого этажа образовывал затейливую вязь.

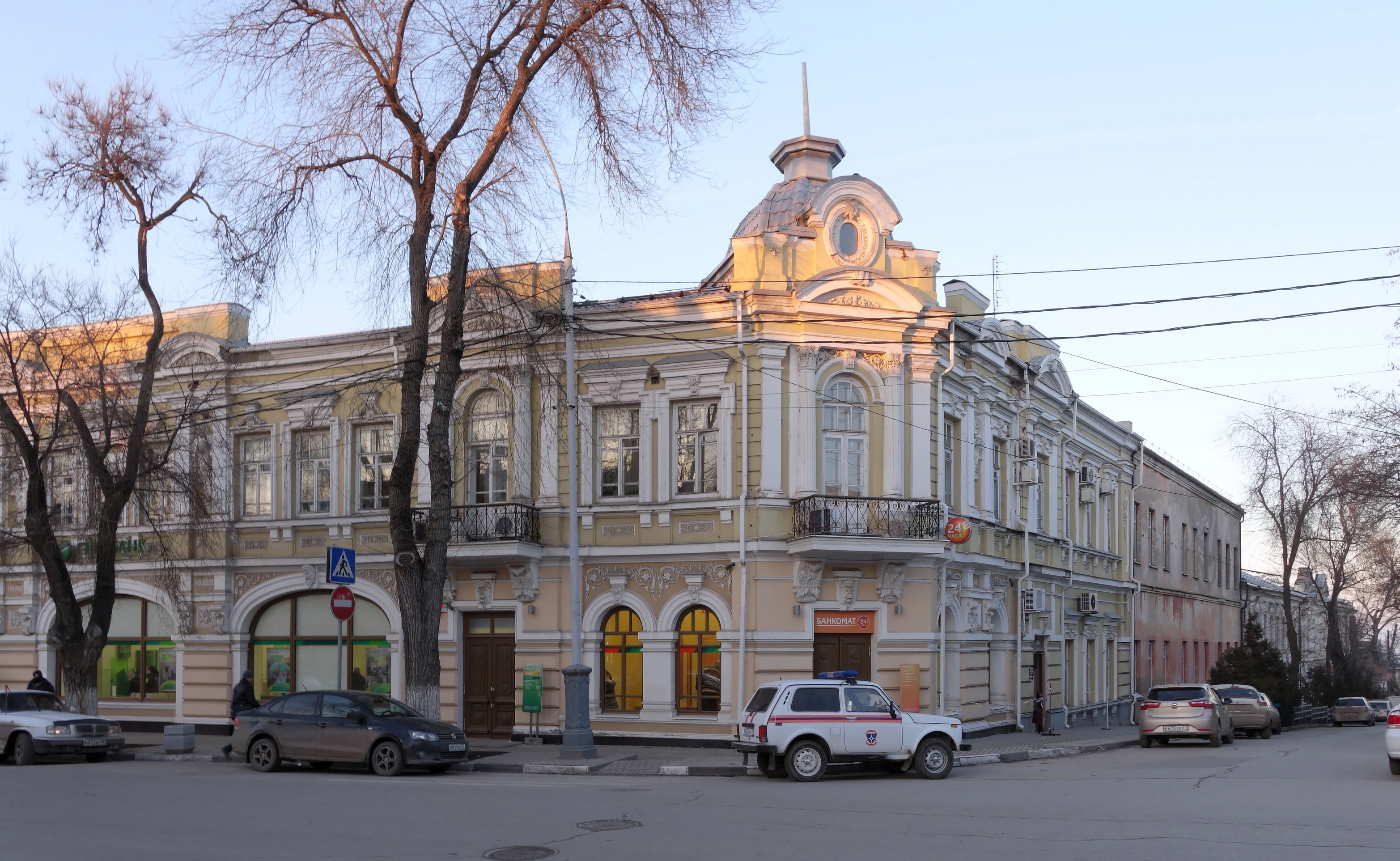
Дом Гладкова. Современное состояние

В 1910-х годах в доме находился Варшавский магазин галантерейных товаров, книжный магазин В. М. Филевской, к 1917 году на первом этаже этого дома располагались магазины, парикмахерская Васильева и ателье, в 1920 году работали курсы музыки и пения, работала столовая.
После смерти Гладкова, до 1925 года, здание находилось в собственности его наследников, которые сдавали его помещения под магазины, учреждения и для жилья. В разное время там работали зубной врач, фотоателье, парикмахерская, столовая, книжный магазин, ремесленное училище.
В 1914 году в доме был «Банкирский дом Иванова». 22-летний молодой банкир, стараясь привлечь клиентов, обставил помещения дорогой мебелью, нанял штат служащих, которые однако в течение двух месяцев не вели никаких банковских операций. Через два месяца служащие, не получив зарплаты, подали на банкира в суд. По решению суда на имущество банкира был наложен арест, сам он был арестован по подозрению в мошенничестве и помещен в тюрьму. Банкир не имел разрешения на производство банковских операций. Он оказался не банкиром Ивановым, а казаком Ермаковской станицы, служившим некоторое время помощником бухгалтера в конторе Дремтерга.
В годы оккупации Таганрога (1941—1943) в доме располагался немецкий отдал пропаганды (Abteilung Propagande).

## Современное состояние
В настоящее время часть здания занимает отделение Сбербанка, филиал Пенсионного фонда России и магазин одежды.